# Rudolf Watzl
Rudolf Watzl (* 14. April 1882 in Wien; † 15. August 1915) war österreichischer Ringer in der Leichtgewichtsklasse.
Watzl begann erst im Alter von 22 Jahren mit dem regelmäßigen Training im „Ersten Wiener Ringsportclub“. 1906 reiste er mit lediglich einigen kleineren Erfolgen zu den Olympischen Zwischenspielen nach Athen. Dort konnte er überraschend alle Kämpfe seiner Klasse gewinnen und sich die Goldmedaille sichern. Im Zusatzbewerb aller Klassensieger schlug er sich ebenfalls hervorragend und wurde Dritter. Nach diesen beiden Medaillen blieben allerdings weitere Erfolge aus.
Im Ersten Weltkrieg kämpfte Watzl als Angehöriger der österreich-ungarischen Armee an der Ostfront, wo er in russische Kriegsgefangenschaft geriet. In dieser infizierte er sich mit Typhus, an dem er im Alter von 33 Jahren starb.